# WatchOS 1
watchOS 1 est le premier système d'exploitation de l'Apple Watch. Il est développé par Apple Inc..
Comme toutes les autres versions de watchOS, ce système d’exploitation est basé sur iOS, ici iOS 8. watchOS a été présenté lors de la WWDC 14 le 2 juin 2014 à San José lorsqu’il lance l’Apple Watch

## Fonctionnalités[3]

### Interface utilisateur
L’interface utilisateur contient des icônes d'application flottantes sur l'écran d'accueil et un zoom avec la couronne digitale

### Cadrans[4]
watchOS 1 apporte 9 cadrans :
- Chronographe
- Couleur
- Modulaire
- Utilitaire
- Mickey Mouse
- Simple, Accéléré
- Solaire
- Astronomie

### Applications
Il y a 20 applications par défaut :
- À l'écoute.
- Activité.
- Appareil photo à distance.
- Bourse.
- Calendrier.
- Chronomètre.
- Exercice.
- Fuseaux.
- Mail.
- Messages.
- Météo.
- Minuteur.
- Passbook.
- Photos.
- Plans.
- Réglages.
- Remote.
- Réveil.
- Siri.
- Téléphone.

## Compatibilité
La version est compatible avec l’Apple Watch de première génération.